# Булавинская
Булавинская — деревня в Шенкурском районе Архангельской области. Входит в состав муниципального образования «Верхоледское».

## География
Деревня расположена в южной части Архангельской области, в таёжной зоне, в пределах северной части Русской равнины, в 90 километрах на северо-запад от города Шенкурска, на правом берегу реки Ледь, притока Ваги. Ближайшие населённые пункты: на северо-западе деревня Лапухинская.
Часовой пояс
Булавинская, как и вся Архангельская область, находится в часовой зоне МСК (московское время). Смещение применяемого времени относительно UTC составляет +3:00.

## Население
| 2002 | 2010 | 2012 |
| ---- | ---- | ---- |
| 14   | ↘9   | ↘6   |

## История
Указана в «Списке населённых мест по сведениям 1859 года» в составе 1-го стана Шенкурского уезда Архангельской губернии под номером «2190» как «Булавинская (Жаровлевская)». Насчитывала 12 дворов, 33 жителя мужского пола и 43 женского.
В «Списке населённых мест Архангельской губернии к 1905 году» деревня Булавинская (Жаравниха) насчитывает 19 дворов, 92 мужчины и 79 женщин. В административном отношении деревня входила в состав Верхоледского сельского общества Великониколаевской волости.
В 1911 году деревня стала административным центром новой Котажско-Верхоледской волости, которая выделилась из Великониколаевской. На 1 мая 1922 года в поселении 35 дворов, 61 мужчина и 82 женщины.